# Powstanie bokserów
Powstanie bokserów (inaczej powstanie Yihequan) – zbrojne powstanie ludowe w północno-wschodnich Chinach trwające w latach 1899–1901, skierowane przeciwko cudzoziemcom i – początkowo – dynastii Qing. Za wybuchem powstania stało tajne stowarzyszenie (tzw. bokserzy, stąd nazwa).

## Bokserzy

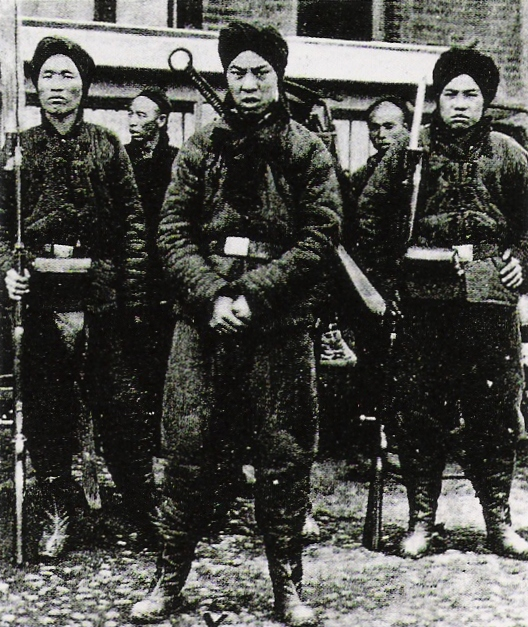
Żołnierze bokserów (1900)

Mianem bokserów określano członków tajnego stowarzyszenia o nazwie „Pięść w imię sprawiedliwości i pokoju” (chiń. upr. 义和拳; chiń. trad. 義和拳; pinyin Yìhéquán – ang. Righteous and Harmonious Fists, dosł. Sprawiedliwe i Harmonijne Pięści lub ang. Fists of Harmony and Justice dosł. Pięści Harmonii i Sprawiedliwości). Organizacja ta powstała na początku XIX wieku w prowincji Shandong, była jedną z grup wywodzących się z antymandżurskiego Stowarzyszenia Białego Lotosu. Słowo „pięść” (i w dalszej kolejności „bokserzy”) pochodzi od sztuk walki ćwiczonych przez członków ruchu. Bokserzy praktykowali także rozmaite techniki szamańskie, przed walką wprowadzając się w mistyczny trans.

## Przyczyny powstania
Pod koniec XIX wieku ponad 80% mieszkańców Chin utrzymywało się z uprawy roli, a tryb i warunki życia niewiele zmieniły się od czasów dynastii Tang. Kraj był źle zarządzany przez skorumpowane organy oparte na biurokracji, podporządkowane dworowi w Pekinie.
Klęska Chin w I wojnie opiumowej i zawarcie w 1842 traktatu nankińskiego zapoczątkowały proces penetracji Chin przez mocarstwa kolonialne. Na mocy tzw. traktatów nierównoprawnych cudzoziemcy (nazywani przez Chińczyków „zamorskimi diabłami”) uzyskiwali przywileje handlowe, takie jak np. ograniczenie ceł. Na wybrzeżu chińskim zaczęły powstawać eksterytorialne osady zamieszkane przez Europejczyków. W wielu nabrzeżnych miastach, jak np. w Szanghaju powstały niejakie miasta w mieście, zamieszkane przez kilkanaście tysięcy białych osadników, posiadających własne szkoły, policję, firmy czy urzędy.
W ostatnich latach XIX wieku Chiny nawiedził szereg klęsk żywiołowych, m.in. wystąpienie z brzegów Żółtej Rzeki i dwuletnia susza. Prorocy różnych buddyjskich i taoistycznych sekt winą za te wydarzenia obarczali cudzoziemców, którzy zakłócili „dotychczasową harmonię natury” budując koleje żelazne i otwierając kopalnie. Klęska żywiołowa spowodowała wzrost przestępczości na niespotykaną dotąd skalę. W obawie przed rabunkami mieszkańcy wsi powierzali swoją obronę tajnym stowarzyszeniom.
Duże napięcie spowodowała polityka Niemców w wydzierżawionym w 1897 Jiaozhou. Niemieccy misjonarze chrześcijańscy prowadzili agresywny prozelityzm, a władze kolonialne faworyzowały chrześcijan w procesach sądowych. W dodatku rząd w Pekinie zgodził się, aby neofici chrześcijańscy na terenie koncesji niemieckiej podlegali oddzielnemu prawodawstwu.

## Początek rebelii

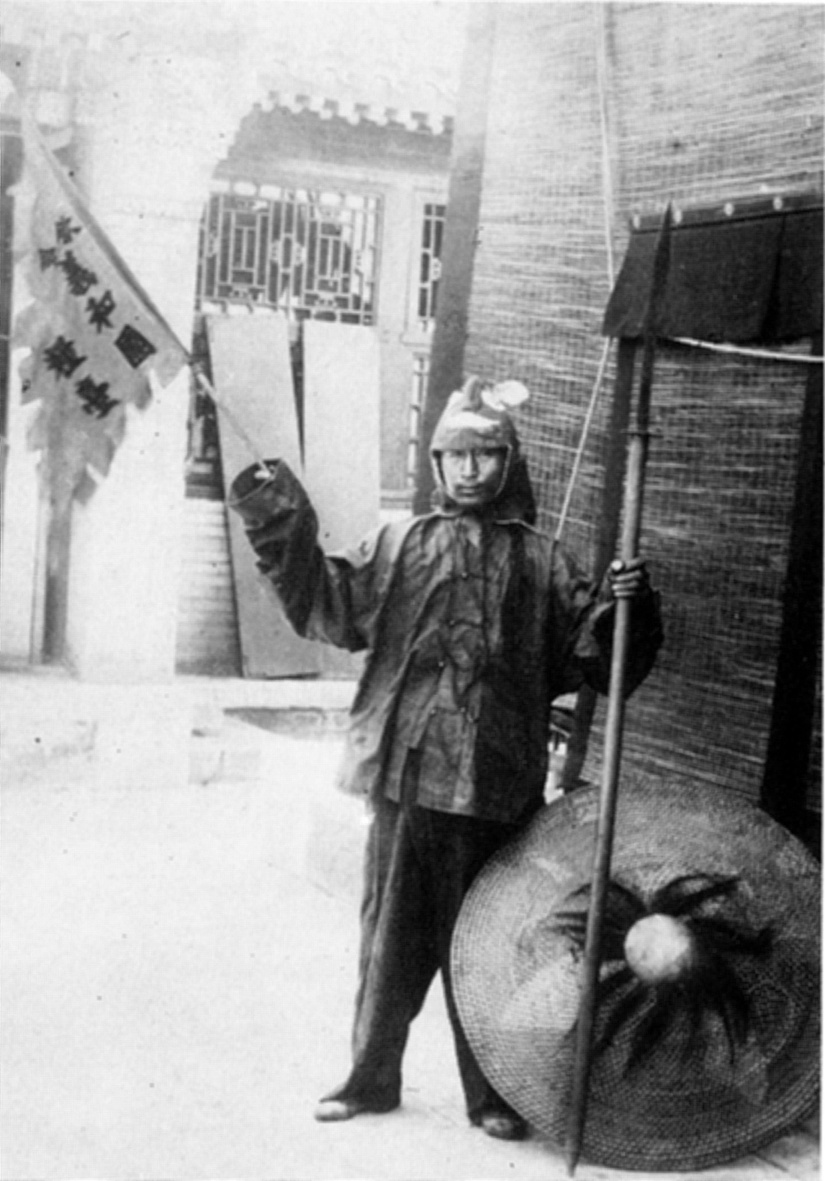
Bokser

Pierwsze rozruchy, które zapoczątkowały powstanie bokserów, miały miejsce w prowincji Shandong, na terenie której znajdowały się niemieckie koncesje.
Rolnicy byli podburzani przez tajne stowarzyszenia, z których największymi były Wielkie Miecze (chiń. Da dao hui) i Yihequan. W efekcie postanowili stanąć w obronie swoich praw w starciu zbrojnym. Obiektem ich ataku stali się misjonarze oraz chińscy chrześcijańscy neofici. Niechęć do chrześcijan była wówczas powszechna. W przeciętnym Chińczyku budzili oni odrazę, gdyż nie praktykowali kultu przodków, nie posiadali konkubin, nie pracowali w niedzielę i nie mogli krępować swoim córkom stóp.
Poparcia oddziałom chłopskim udzielił gubernator Shandongu Yuxian oraz znaczna część lokalnej arystokracji, widząca w chrześcijanach zagrożenie dla konfucjańskiego porządku społeczeństwa. Yuxian pragnął, aby wywodzący się z antymandżurskiej opozycji Yihequanowie przeszli na stronę dworu, by następnie wykorzystać ich do wypędzenia z Chin wszystkich cudzoziemców.
W listopadzie 1899 roku pod naciskiem zagranicznych posłów Yuxian został odwołany ze stanowiska, a do Shandongu z misją stłumienia rebelii został wysłany Yuan Shikai. Yuxian wraz z oddziałami Yihequanów zdołał się jednak wycofać przed siłami Yuana do prowincji Shanxi. Po drodze do buntowników dołączali okoliczni chłopi, rzemieślnicy i biedota, co pozwoliło ostatecznie sformować ponad 100-tysięczne, regularne oddziały.

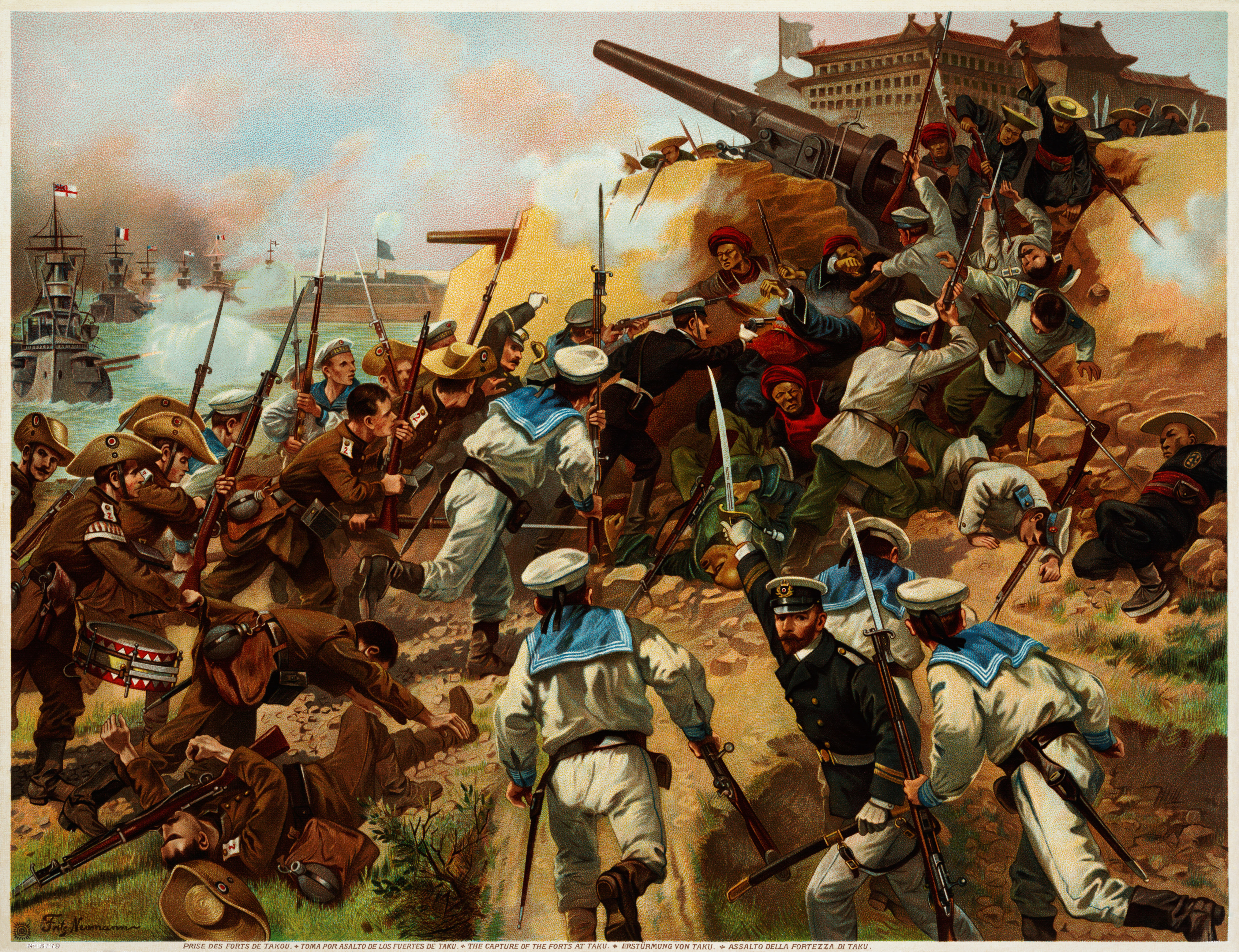
Zdobycie fortów w Taku autorstwa Fritza Neumanna

## Przebieg powstania
Pod koniec maja 1900 oddziały powstańców zaczęły skupiać się w okolicach Pekinu. Zaniepokojeni antycudzoziemskimi wystąpieniami, przedstawiciele mocarstw kolonialnych zaczęli wzmacniać obronę ambasad w stolicy. 31 maja dotarły posiłki, w tym grupa żołnierzy japońskich. Rosjanie także rozpoczęli przesuwanie wojsk w kierunku Pekinu, zajmując po drodze wiele miast w Mandżurii. 
3 czerwca powstańcy przerwali linię kolejową z Tianjinu, zatrzymując kolejne posiłki. Na wezwanie z Pekinu, połączone siły cudzoziemskie utworzone w Tiencinie ze stacjonujących u chińskich wybrzeży oddziałów w sile 2100 żołnierzy pod dowództwem adm. Edwarda Seymoura rozpoczęły 10 czerwca marsz na Pekin. Oddziały cesarskie i bokserów wyruszyły przeciwnikowi na spotkanie, przecinając linię kolejową Pekin-Tianjin i okrążając Seymoura pod Langfang, pokonując go w bitwie i zmuszając do odwrotu. 19 czerwca interwenci, porzucając większość ciężkiego wyposażenia, rozpoczęli odwrót do Tianjinu. Szczęśliwie dla nich, po drodze zdobyli chiński Arsenał Zachodni, uzyskując znaczne zapasy broni i amunicji dla siebie, a pozbawiając ich przeciwnika.
Zgrupowani w prowincji Shanxi bokserzy wyruszyli na Pekin, 14 czerwca 1900 wkraczając do miasta. Cesarzowej Cixi udało się porozumieć z buntownikami. Ich oddziały, nazwane odtąd oficjalnie Stowarzyszeniem w imię sprawiedliwości i pokoju (chiń. upr. 义和团; chiń. trad. 義和團; pinyin Yìhétuán) i uzyskawszy 17 czerwca status milicji, zostały włączone do cesarskiej armii. Późniejsze źródła wskazują, iż zmiana nazwy formacji na ang. Righteous and Harmonious Militia, dosł. Sprawiedliwa i Harmonijna Milicja nastąpiła w roku 1898 lub 1899. Krok cesarzowej spowodował gwałtowne protesty zagranicznych posłów przebywających w Pekinie. Ta natomiast postanowiła wykorzystać podporządkowane sobie oddziały bokserskie i wysłała je do zaatakowania dzielnicy poselskiej.
17 czerwca wojska kolonialne opanowały forty Dagu, zabezpieczając sobie potencjalne miejsce desantu, na wypadek rozszerzenia się konfliktu. Dwa dni później, gdy wiadomość o tym dotarła do Pekinu, bokserzy rozpoczęli oblężenie dzielnicy poselskiej. Zwycięstwo nad oddziałami Seymoura wywołało falę entuzjazmu w całych Chinach i Cixi wysłała przeciwko broniącej się dzielnicy poselskiej armię pod dowództwem Dong Fuxianga.
19 czerwca rząd qingowski nakazał cudzoziemcom opuszczenie Pekinu w ciągu 24 godzin. Rankiem następnego dnia bokserzy zastrzelili niemieckiego posła Clemensa von Kettelera, który udawał się do Zongli Yamen z oficjalną skargą. Mimo przedłużenia ultimatum o następną dobę, tego samego dnia po południu oddziały chińskie rozpoczęły ostrzał dzielnicy ambasad. 21 czerwca dwór Qingów, za namową księcia Duana, wypowiedział oficjalnie wojnę wszystkim ośmiu mocarstwom (tj. Niemcom, Japonii, Rosji, Wielkiej Brytanii, Stanom Zjednoczonym, Francji, Włochom i Austro-Węgrom). Do rządów poszczególnych prowincji przesłano dekrety nakazujące wymordowanie wszystkich cudzoziemców, a oddziały bokserskie szturmowały nabrzeżne koncesje. Za dostarczenie żywego cudzoziemca cesarzowa wyznaczyła nagrody: 50 taeli za mężczyznę, 40 za kobietę i 30 za dziecko. W odpowiedzi na oblężenie placówek dyplomatycznych mocarstwa zawiązały koalicję i podjęły decyzję o zbrojnej interwencji.

### Walki w Pekinie
Do czasu przybycia wojsk sprzymierzonych przez 8 tygodni trwało oblężenie dzielnicy poselskiej, na terenie której schroniło się 475 cywilnych obcokrajowców, 450 żołnierzy korpusów cudzoziemskich i około 3 tysięcy chińskich chrześcijan. Obrońcy żywili się zjadając kucyki wyścigowe. Równolegle trwało oblężenie katolickiej Katedry Północnej (Beitang), w której schroniło się ok. 3 tys. chińskich konwertytów. Choć broniących żołnierzy było tylko 43, dzięki silnym murom, dużym i racjonalnie reglamentowanym zapasom żywności, a także nadmiernej wierze bokserów w moc chroniącej ich magii, która pchała ich do szturmów w biały dzień, pod kule obrońców, oblężeni wytrzymali osiem tygodni bezustannych walk.

### Walki w Tianjinie
Pierwsi bokserzy wkroczyli do miasta 15 czerwca i zaatakowali stację kolejową, obronioną przez konwój 1700 żołnierzy rosyjskich. Dwa dni później, oddziały bokserów i armii cesarskiej odcięły Tianjin od morza. 19 czerwca udało się dostarczyć wiadomość o oblężeniu i na pomoc obrońcom ruszył 500-osobowy oddział, który jednak został odparty. 22 czerwca do legacji przebił się ośmiotysięczny oddział – w tym czasie liczebność oblegających szacowano na co najmniej 25 tys. (maksymalnie 50 tys.), wspartych przez 60 nowoczesnych dział. Obrońcom udało się zdobyć osiem z nich, wzmacniając tym samym własną artylerię do 15 armat. 26 czerwca do Tianjinu wróciły oddziały nieudanej ekspedycji Seymoura. Mimo znaczącej przewagi oddziałów chińskich – w odróżnieniu od walczących w Pekinie – stosunkowo zdyscyplinowanych i jednolicie dowodzonych, oddziały kolonialne wytrzymały czterotygodniowe oblężenie; 27 czerwca ich skuteczny wypad zniszczył arsenał tianjiński, co wraz wcześniejszym zniszczeniem Arsenału Zachodniego przez siły Seymoura, pozbawiło oblegających znacznej części uzbrojenia i ułatwiło likwidację oblężenia 14 lipca. Przez kilka następnych dni żołnierze dopuszczali się gwałtów i grabieży.

### Działania korpusu interwencyjnego
Interwencja wspólnego korpusu ośmiu mocarstw była długo odwlekana, najpierw z powodu uwikłania sił brytyjskich w II wojnę burską, później na skutek protestów pozostałych mocarstw przeciw propozycji premiera brytyjskiego Roberta Gascoyne’a, aby misję pacyfikacji Chin powierzyć samym Japończykom. Brytyjczykom, którzy nie mogli na czas zgromadzić znacznych sił zależało, by oddziałami japońskimi zrównoważyć coraz silniejszą obecność militarną Rosji w północnych Chinach. 6 lipca Japonia zgodziła się wysłać 22-tysięczny kontyngent i zignorowała kilka dni później chińską prośbę o mediację między mocarstwami a dworem qingowskim. Ostatecznie wysłano korpus pod dowództwem Niemca feldmarszałka Alfreda von Waldersee. Żegnając żołnierzy cesarz Wilhelm II Hohenzollern wygłosił w porcie Bremerhaven osławioną huńską mowę.

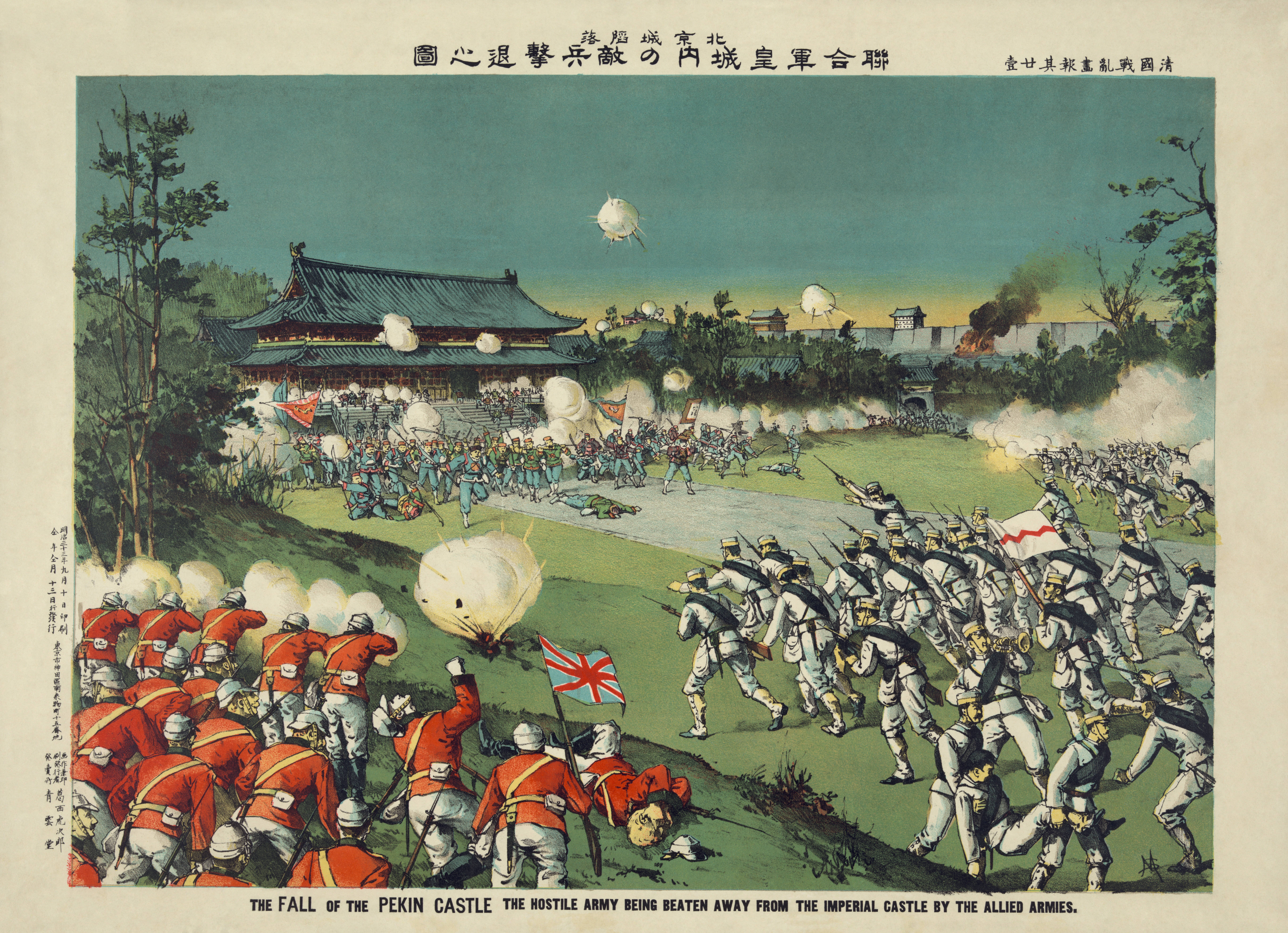
Wojska angielskie i japońskie wkraczają do Pekinu

14 lipca 1900 roku korpus ekspedycyjny wylądował w Tianjinie, odblokowując jednocześnie tamtejszą koncesję od miesięcznego oblężenia. Po spaleniu miasta, 4 sierpnia dwudziestotysięczny korpus składający się głównie z żołnierzy japońskich, rosyjskich, amerykańskich, brytyjskich i francuskich, ruszył na Pekin. Po porażce pod Yangcun, Chińczycy nie stawiali zorganizowanego oporu, wielu kluczowych dowódców qingowskich popełniło samobójstwo. Interwenci wkroczyli do Pekinu 14 sierpnia. Rozpoczęły się grabieże i gwałty, splądrowano m.in. Zakazane Miasto. Cesarzowa Cixi wraz z dworem zdołała uciec do Xi’anu.
Zdobycie Pekinu oznaczało faktyczny koniec powstania; opór był znikomy – w czasie marszu wojsk interwencyjnych całe wsie i dzielnice miast poddawały się bez walki, nie stawiając jakiegokolwiek oporu. Jednocześnie fanatyczni członkowie oddziałów Yihetuan bronili się zaciekle do śmierci, wzbudzając zdumienie cudzoziemców. Powstanie zdołało objąć jedynie obszar północno-wschodnich Chin. Yuan Shikai, Li Hongzhang i Zhang Zhidong przez cały jego okres nie podporządkowali się rządowi w Pekinie i na podległych sobie obszarach na własną rękę zwalczali bokserów.

## Protokół końcowy

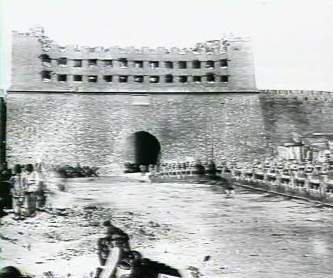
Pekińska brama Zhengyangmen spalona przez wojska cudzoziemskie

Po zdobyciu Pekinu przedstawiciele obcych mocarstw wysuwali różne koncepcje dotyczące dalszego losu Chin. Niemcy postulowali zrównanie Pekinu z ziemią, zaś Anglicy obalenie Qingów i osadzenie na tronie nowej dynastii. Ostatecznie, głównie dzięki reprezentującemu stronę chińską Li Hongzhangowi, zdecydowano się zachować przy władzy dotychczasowy reżim dynastii Qing, jednocześnie obarczając go olbrzymią kontrybucją.
7 września 1901 roku podpisano ostatecznie tzw. protokół końcowy. Jego sygnatariuszami obok ośmiu państw interweniujących były także Holandia, Hiszpania i Belgia; ze strony chińskiej podpisał go książę Yikuang. W ciągu 39 lat od daty podpisania protokołu Chiny miały wypłacić mocarstwom sumę 450 milionów taeli, a nałożone oprocentowanie tę kwotę podwajało. Zakazano importu do Chin broni i amunicji oraz zniszczono wiele twierdz i umocnień. Z kolei dzielnica poselska w Pekinie została powiększona dziesięciokrotnie, obwarowana i obsadzona 20-tysięcznym korpusem. Rząd chiński miał także wystawić pomniki zamordowanym dyplomatom i wysłać do odpowiednich państw misje ekspiacyjne, a także stracić dygnitarzy którzy poparli buntowników, m.in. Yuxiana, Rong Lu i Dong Fuxianga (dwaj ostatni zdołali ocalić głowy). Cixi powróciła do Pekinu 7 stycznia 1902 roku.

## Skutki powstania

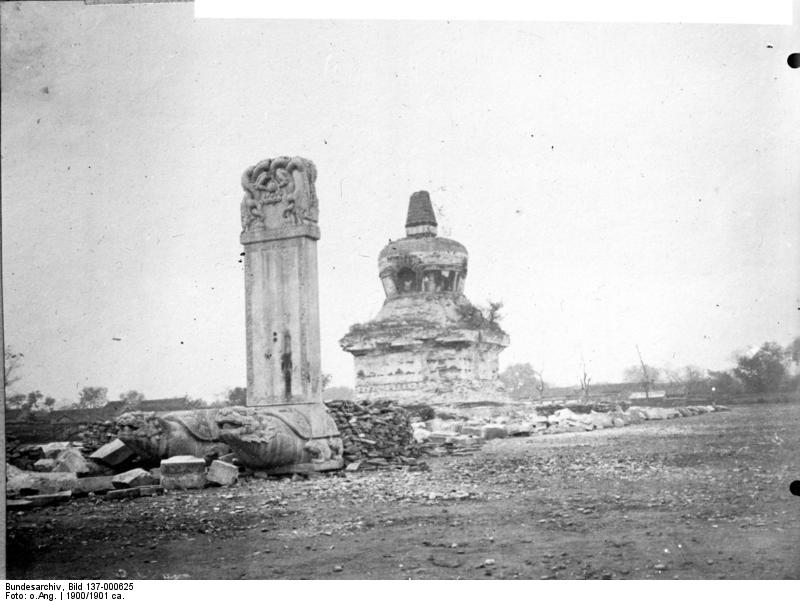
Nieistniejąca obecnie buddyjska świątynia Hongren w Pekinie, zniszczona w 1900 roku przez wojska cudzoziemskie

W czasie powstania zamordowano około 240 cudzoziemców (głównie misjonarzy) i około 30 tysięcy chińskich chrześcijan.
Armia rosyjska w czasie interwencji zajęła Mandżurię, już się z niej nie wycofując. Chiny de facto stały się pół-kolonią zachodnich mocarstw.
Jednocześnie upokarzająca klęska poniesiona w powstaniu skłoniła rząd w Pekinie do rozpoczęcia w następnych latach reform, znanych pod nazwą nowej polityki. Skutkiem reform było m.in. stworzenie nowoczesnej armii i systemu szkolnictwa oraz zniesienie egzaminów urzędniczych. Z drugiej strony postawa dworu podczas powstania rozwiała nadzieje wielu Chińczyków co do jego szczerych intencji. Wkrótce po upadku powstania zaczęły się tworzyć pierwsze opozycyjne ugrupowania republikańskie, które dzięki rewolucji Xinhai z 1911 roku doprowadziły do obalenia monarchii.

## Polacy uczestniczący w stłumieniu powstania
Polacy (oficerowie armii rosyjskiej) uczestniczący w stłumieniu powstania bokserów:
- Leon Billewicz
- Eugeniusz de Henning-Michaelis
- Aleksander Karnicki
- Stanisław Skrzyński
- Sylwester Stankiewicz

## Powstanie bokserów w filmie
Wydarzenia związane z powstaniem bokserów zostały przedstawione w filmie 55 dni w Pekinie w reżyserii Nicholasa Raya. W jednej z głównych ról wystąpił Charlton Heston.